# Horki

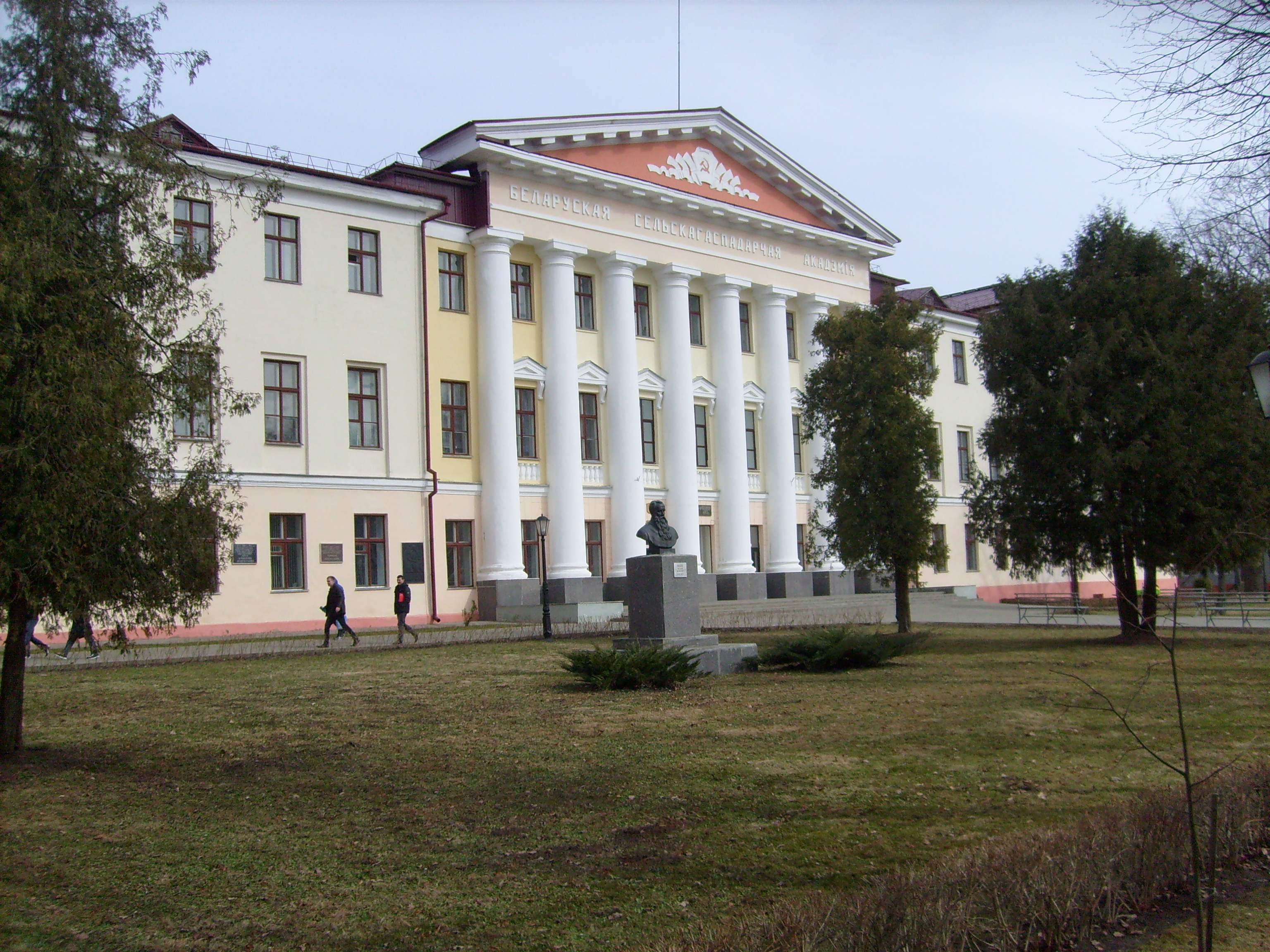

Horki eller Gorki (belarusiska: Го́ркі, ryska: Го́рки; polska: Horki, jiddisch: האָרקי, Horki, litauiska: Horkos) är en stad i Mahiljoŭs voblast i östra Belarus. 33 830 invånare (2016).